# داميان نازون
داميان نازون (بالفرنسية: Damien Nazon)‏ ولد بتاريخ 26 يونيو 1974 في إبنال، هو دراج فرنسي سابق.

## روابط خارجية
- داميان نازون على موقع الاتحاد الدولي للدراجات (الإنجليزية)
- داميان نازون على موقع أرشيف الدراجات (الإنجليزية)
- داميان نازون على موقع إحصائيات الدراجات الإحترافية (الإنجليزية)
- داميان نازون على موقع نسبة الدراجات (الإنجليزية)
- داميان نازون على موقع CycleBase (الإنجليزية)